# Halochromisme

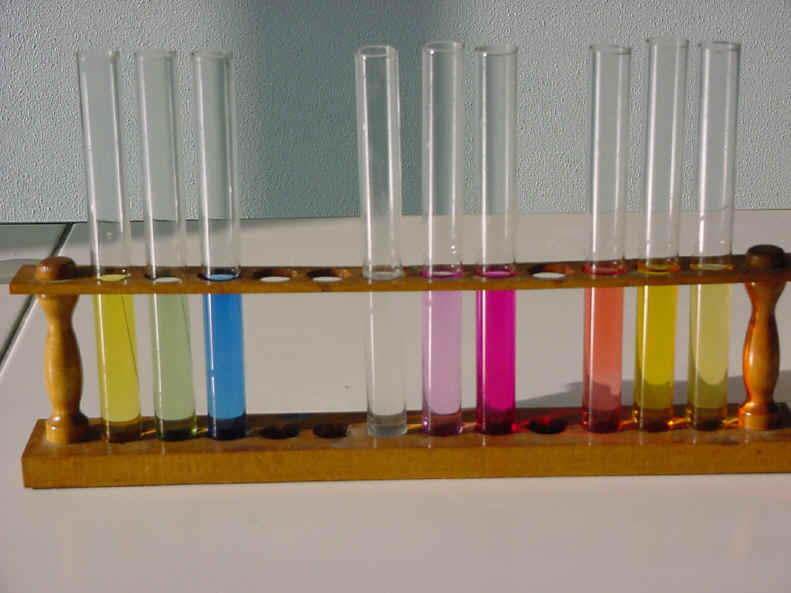
Zones de virage du BBT, de la phénolphtaléine et de l'hélianthine.

Un matériau halochromique est un matériau dont la couleur varie en fonction du pH. Le terme « chromie » est défini pour des matériaux pouvant changer de couleur en fonction de certains facteurs. Ici le facteur est le pH. Les indicateurs de pH ont cette propriété.
Les composés halochromiques sont adaptés pour être utilisés dans des environnements où des changements de pH se produisent fréquemment, des endroits où les changements de pH sont extrêmes. Les composés halochromiques peuvent détecter des altérations de l'acidité d'autres composés, comme pour la détection de la corrosion des métaux.
Par exemple, les indicateurs colorés de pH sont des matériaux halochromiques.